# Hôtel de Barrême
Pour les articles homonymes, voir Barrême (homonymie).
L’hôtel de Barrême, à Arles (Bouches-du-Rhône), sis 11 rue de Barrême et faisant angle avec la rue Frédéric Mistral est un vaste hôtel particulier de la fin de la première moitié du XVIIe siècle, à l'architecture voisine de celle de l'hôtel Laurens de Beaujeu à l'extrémité sud de la même rue Frédéric Mistral.

## Histoire
Il a été construit par François de Rebattu (1587-1662), conseiller du Roi au siège d'Arles et anobli en 1653. Brillant érudit il écrivit plusieurs ouvrages sur l'Antiquité et rassembla de nombreux manuscrits, ses recueils étant conservés à la bibliothèque Méjanes d'Aix-en-Provence et à celle de l'Arsenal à Paris. C'est en 1646 qu'il demande aux juges-voyers l'autorisation de démolir la précédente habitation achetée à monsieur de Sabatier pour la remplacer par l’hôtel actuel. Il passa ensuite à la famille de Barrême dont plusieurs membres s'illustrèrent dans la magistrature, comme Jean de Barrême, juge à Tarascon mais aussi capitaine et viguier à la fin du XVIe siècle ; conseiller et maître des requêtes de la reine Marguerite de Valois, il fut pensionné par Henri III.
Cet édifice est classé au titre des monuments historiques, depuis le 13 octobre 1988.

## Architecture
C'est une haute bâtisse de 4 niveaux dont le toit repose sur une corniche à modillons. Les fenêtres sont d'origine et encadrées d'une fine moulure; leurs allèges sont ornées de lambrequins sculptés dans la pierre, caractéristiques de l'architecture arlésienne de cette époque et que l'on retrouve sur bon nombre d'édifices domestiques arlésiens de qualité. Ces lambrequins sont censés représenter les étoffes que l'on déployait aux fenêtres les jours de fête et sont donc appendus à la partie inférieure des fenêtres contrairement à l'acception plus tardive, notamment en architecture haussmannienne, qui les définit comme des ornements en bois ou en tôle ajourés masquant le haut des fenêtres. De puissants chaînages d'angle encadrent ses façades. Cet hôtel est tout à fait caractéristique des grandes demeures majestueuses tout en restant sobres que l'aristocratie arlésienne se faisait construire au milieu du XVIIe siècle.

## Source
- Les hôtels particuliers d'Arles, Odile Caylux, Actes Sud, 2000,  (ISBN 2-7427-3041-9)